# Indie Zachodnie

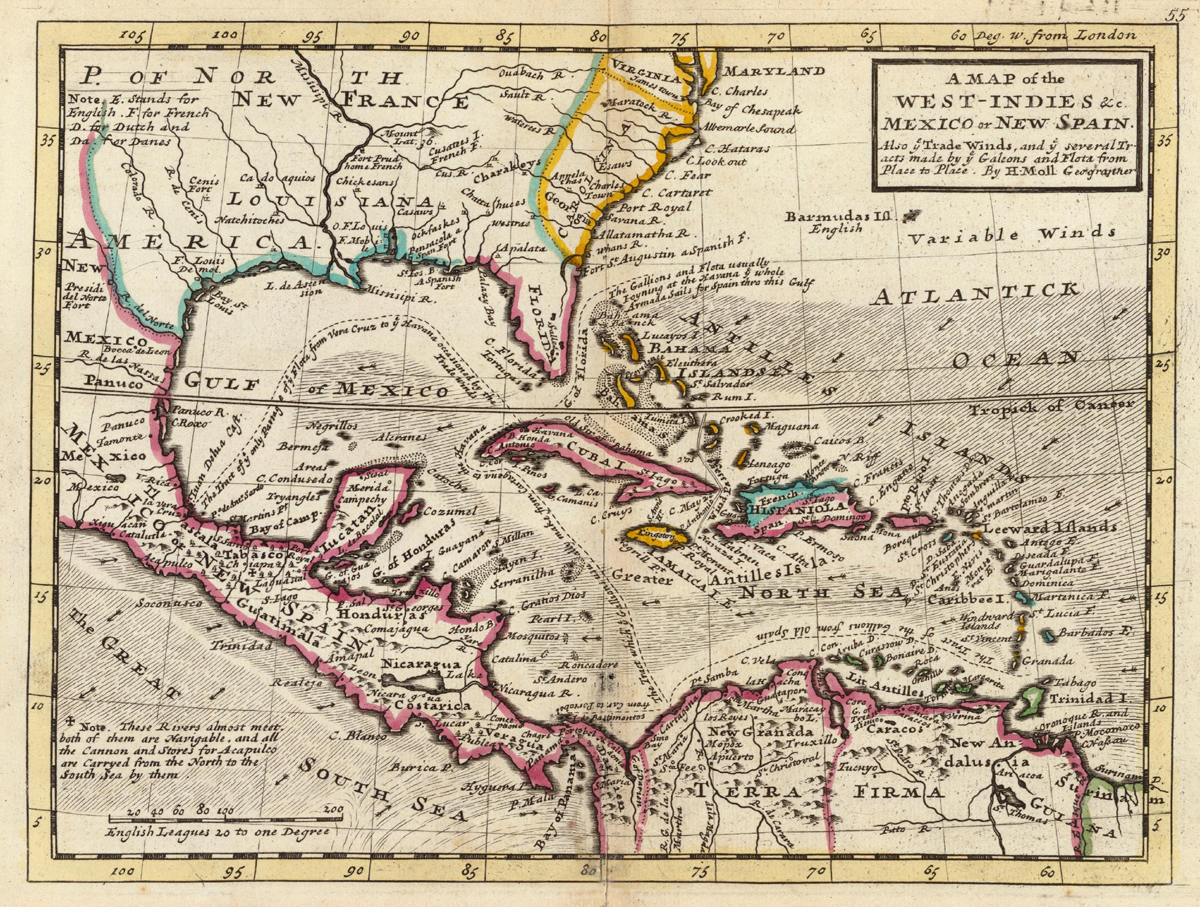
Indie Zachodnie, mapa z roku 1736

Indie Zachodnie (ang. West Indies, fr. Indes occidentales, hiszp. Indias Occidentales, niderl. West-Indië) – zbiorcza nazwa wysp leżących między Morzem Karaibskim a Oceanem Atlantyckim. Zaliczają się do nich trzy grupy wysp – Wielkie Antyle (Kuba, Haiti, Jamajka, Portoryko), Małe Antyle oraz archipelag Bahamów. Czasem definicję rozszerza się o znacznie oddalone, ale zbliżone kulturowo Bermudy.

## Opis
Nazwa wywodzi się z końca XV wieku, z okresu wypraw odkrywców Nowego Świata i wynika z błędnego przekonania Krzysztofa Kolumba, że płynąc na zachód udało mu się dotrzeć do Indii. Pierwotnie używano jej w odniesieniu do całej Ameryki.
Wyspy pierwotnie zamieszkane były przez Arawaków i Karaibów. Po odkryciu przez Europejczyków stały się przedmiotem rywalizacji kolonialnej między mocarstwami europejskimi. Współcześnie na ich obszarze istnieje kilkanaście niepodległych państw oraz terytoriów zależnych od Wielkiej Brytanii, Francji, Holandii i Stanów Zjednoczonych.

## Terminologia
Zbliżone znaczeniowo są pojęcia Antyle i Karaiby:
- Antyle obejmują wyłącznie wyspy Wielkich i Małych Antyli, bez Bahamów[4][5].
- Karaiby to większy region, poza Indiami Zachodnim obejmujący także wybrzeże kontynentu amerykańskiego wzdłuż Morza Karaibskiego[6][7].